# ساموراي 2
ساموراي 2 (بالإنجليزية: Samurai 2)‏
هي لعبة فيديو من نوع تقطيع وذبح تم تطويرها ونشرها من قِبل شركة ماد فينجر
لأنظمة أندرويد وآي أو أس  وويندوز تم إصدارها في 21 أكتوبر 2010. تعتبر الإصدار
الثاني من سلسلة ساموراي سبقتها لعبة ساموراي: طريق المحارب.

## وصلات خارجية
- ساموراي 2 للآيفون على موقع آيفون كيك.